# Безсонний (Цілком таємно)

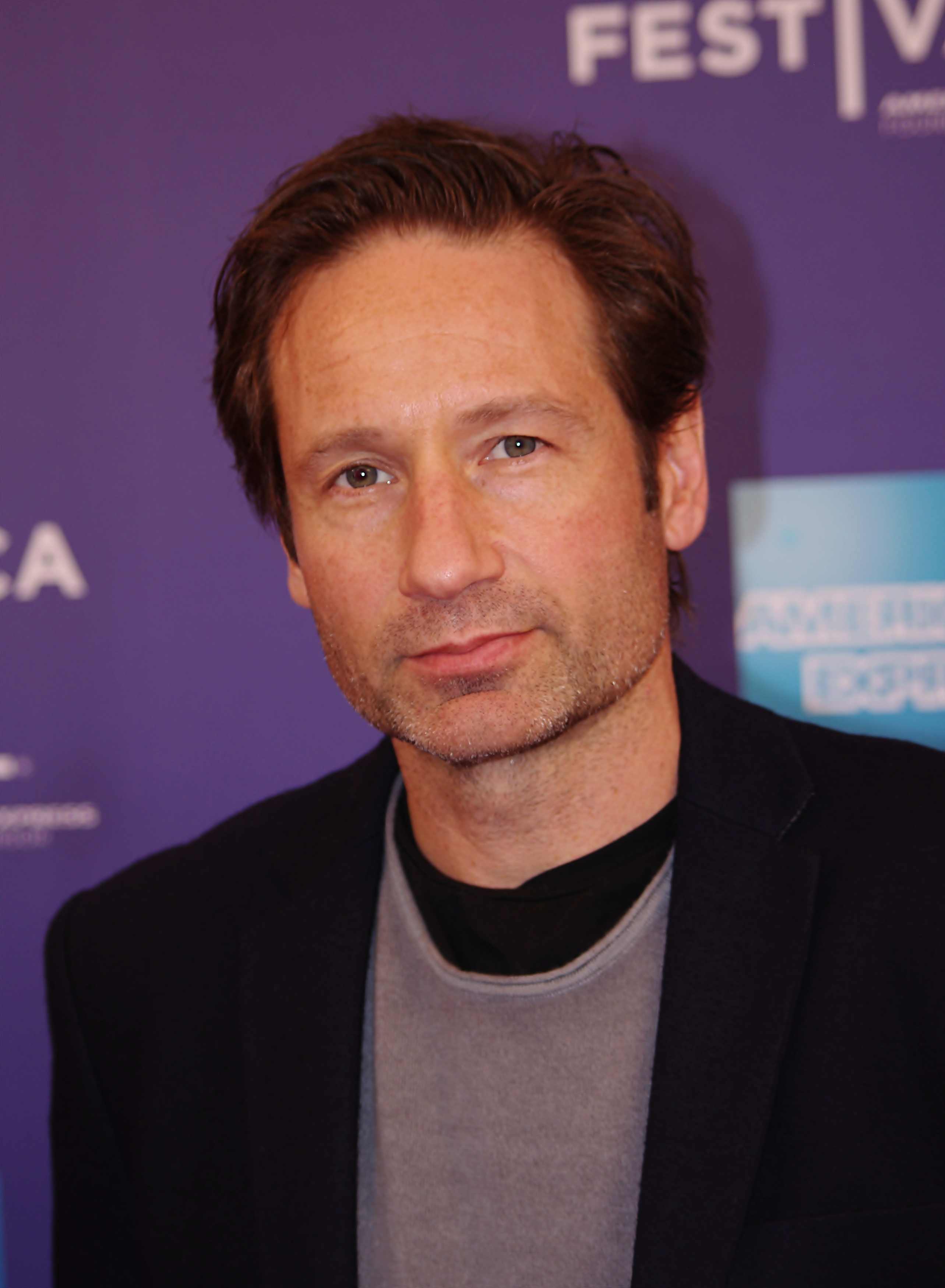

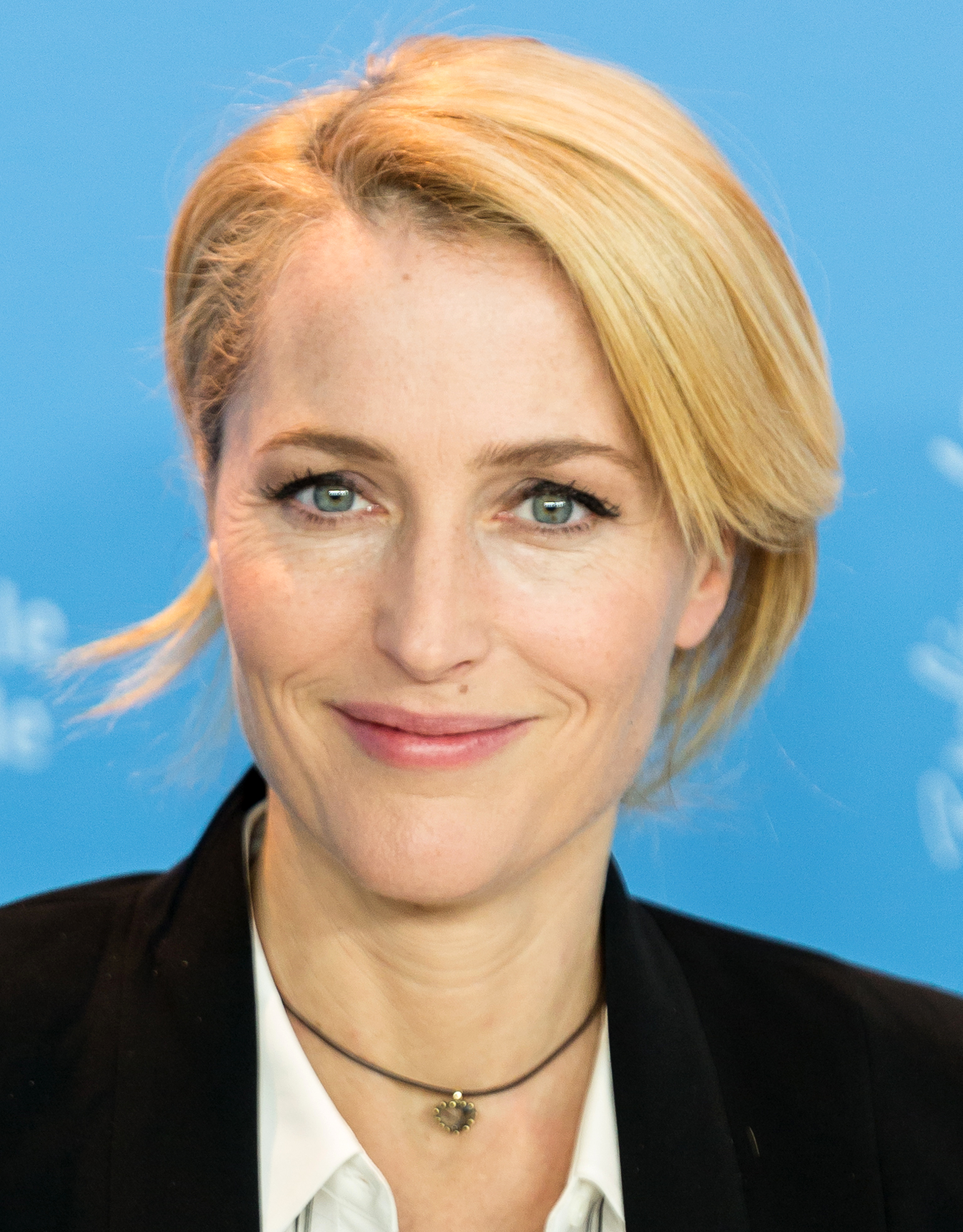

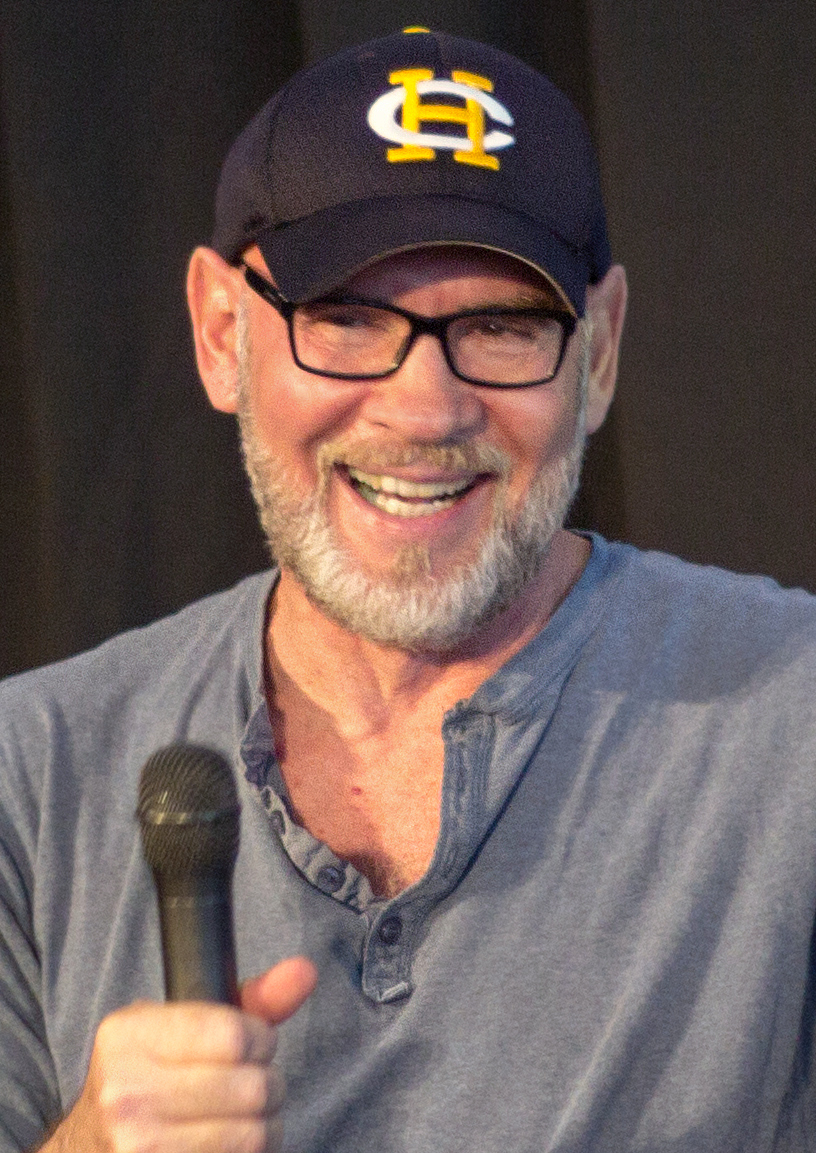

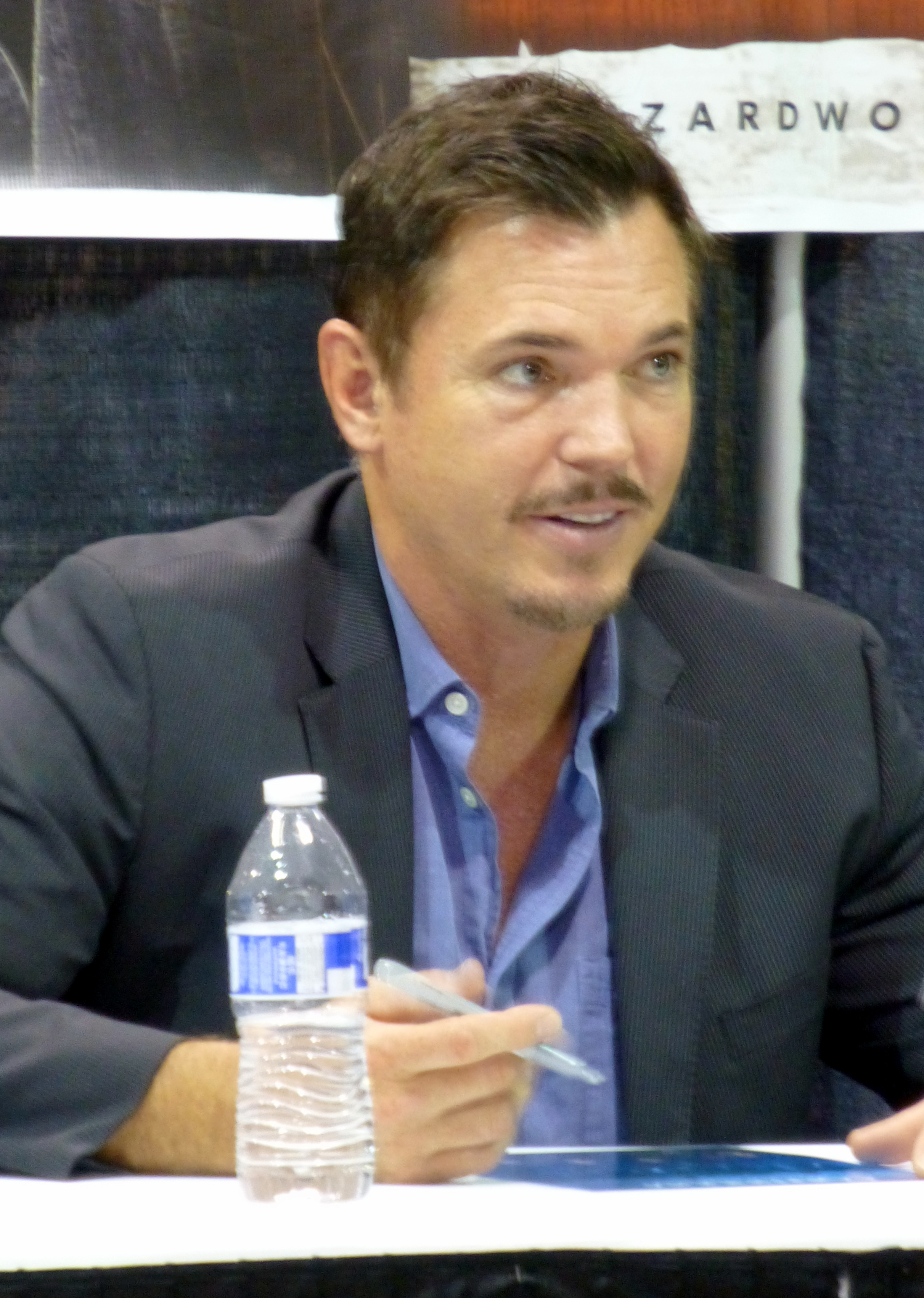

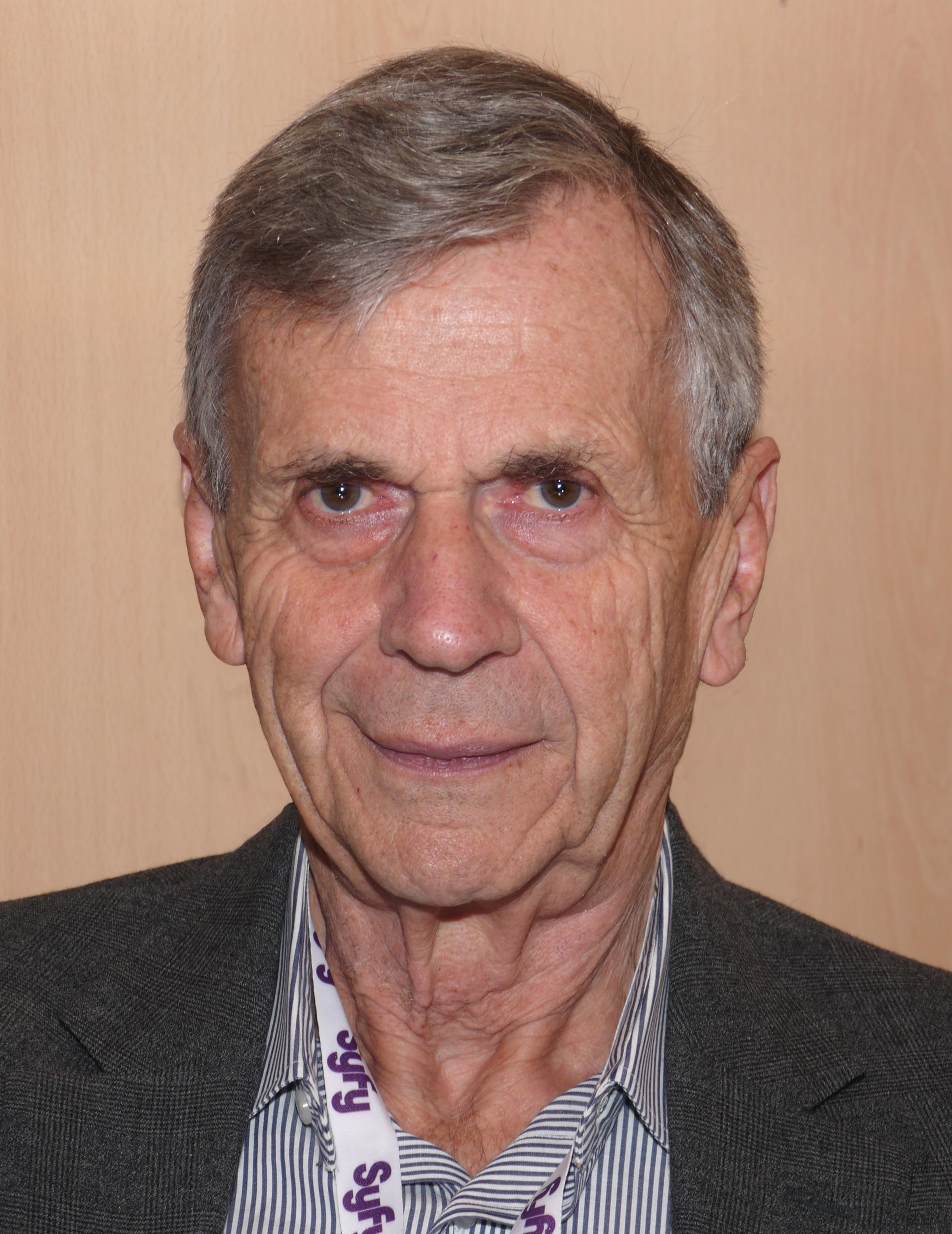

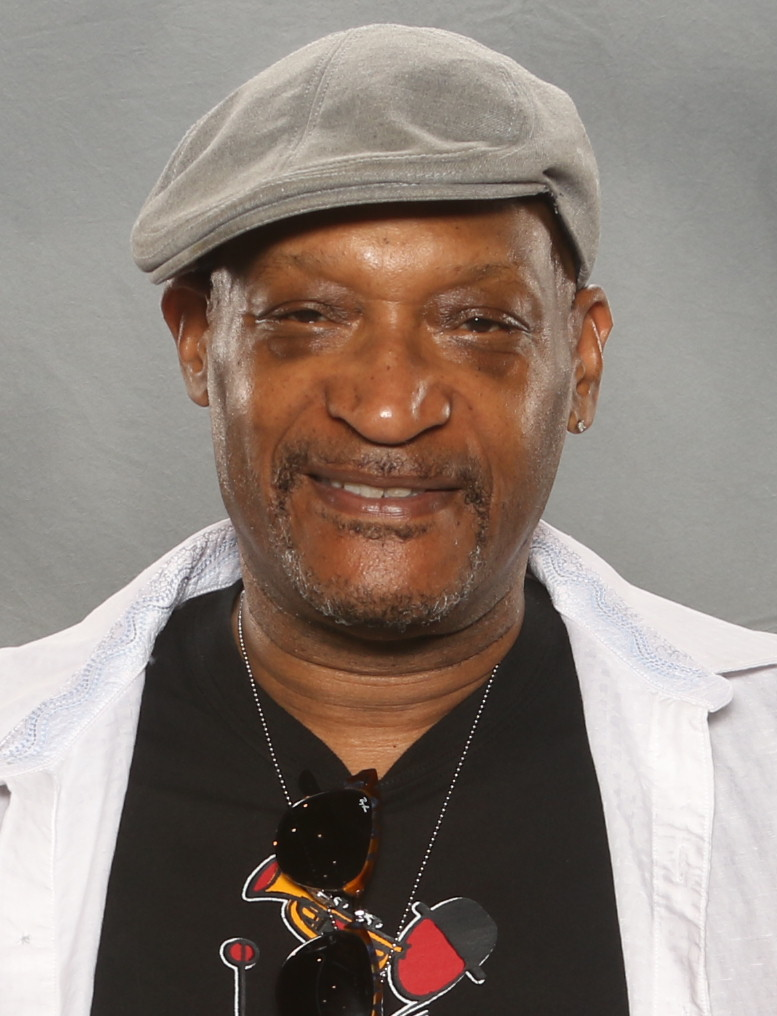

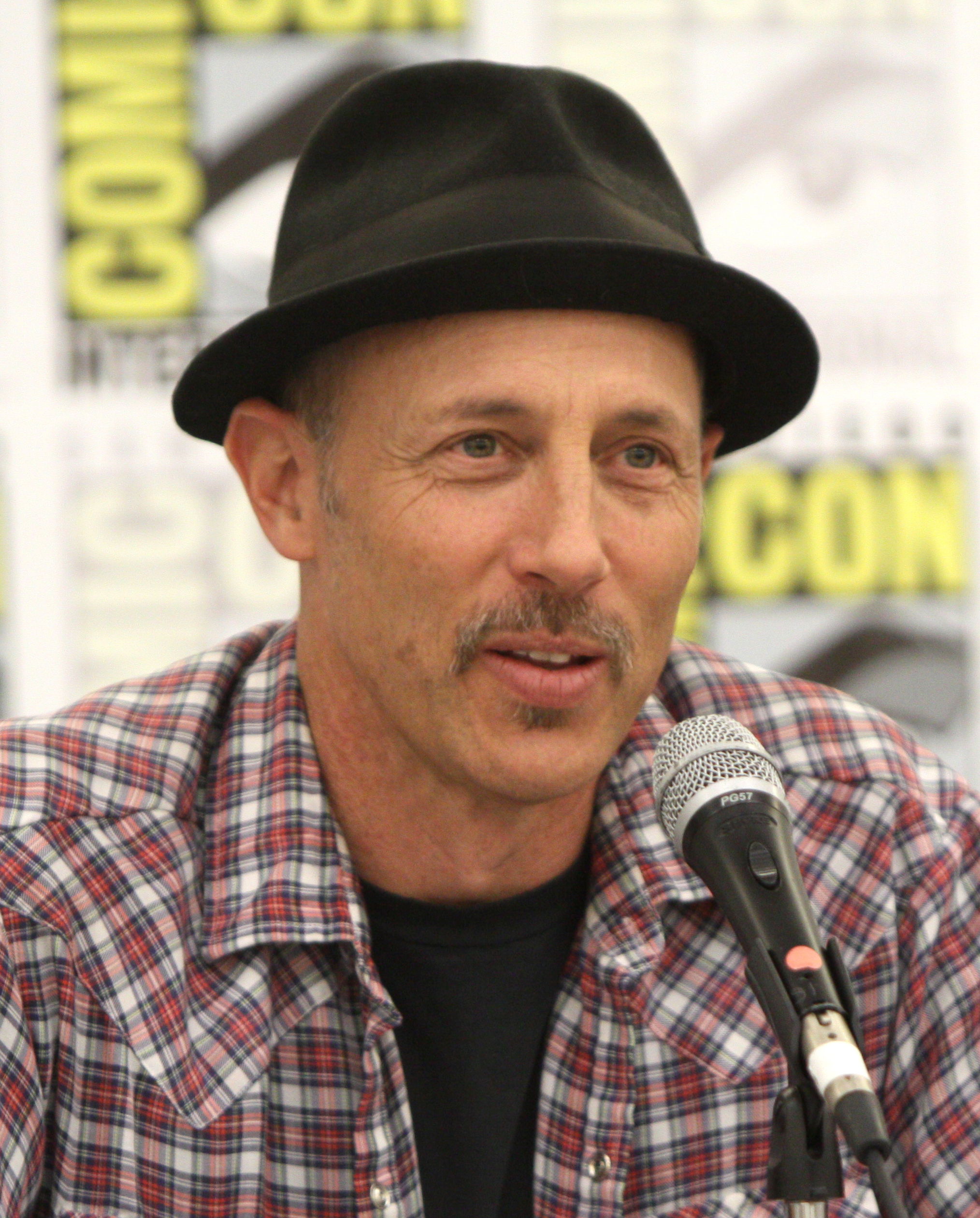

Безсонний (Sleepless) — четверта частина другого сезону серіалу «Цілком таємно» («Секретні матеріали»).

## Короткий зміст
На Манхеттені доктор Соул Гріссом опиняється відрізаним від зовнішнього світу в своїй квартирі сильною пожежею. За викликом Гріссома прибуває пожежна команда та не виявляє ніякої шкоди від вогню, однак доктора Гріссома знаходить мертвим.
З ранковою газетою Малдер отримує магнітофонну касету — на ній записаний дзвінок доктора Гріссома, та замітку про вченого, який загинув в пожежі, котрої не було. Малдер приносить матеріали заступнику директора ФБР Волтеру Скіннеру, але молодий агент Алекс Крайчек отримує справу першим. Малдер телефонує колишній напарниці Скаллі та прохає її провести розтин тіла доктора Гріссома. Агент вирушає в Стемфорд — до центру доктора Гріссома по вивченню розладів сну, в дорозі він свариться з Крайчеком, роздратованим тим, що Малдер не хоче з ним працювати та тримає його у невіданні. Вони обидва рушають в Квантіко — щоби зустрітися зі Скаллі, яка стверджує, що на тілі доктора Гріссома не виявлено жодного опіку зовні, але всередині є вторинні ознаки — ніби тіло доктора вірило, що горіло.
У бруклінській квартирі Генрі Вілліга, ветерана в'єтнамської війни, відбувається зустріч з приятелем часів служби в морській піхоті — Августусом Коулом. Вілліг розповідає Коулу, що намагається забути, як їх група знищила в'єтнамську школу, повну дітей. Раптово в квартирі з'являється група поранених обпалених в'єтнамців з маленькими дітьми, які після промови Коула про необхідність спокутувати свої гріхи розстрілюють Вілліга.
Оглядаючи тіло Вілліга, Малдер і Крайчек виявляють великий шрам на шиї вбитого. З'ясувавши, що загиблий ветеран проходив службу в спецвійськах у В'єтнамі 1970 року, агенти починають пошуки його товаришів по службі. Згідно документів, єдиним залишається в живих із загону Августус Коул. Агенти вирушають до медичного центру для ветеранів у Нью-Джерсі, де знаходиться Коул, але виявляють, що його відпустили, хоча його доктор і не пам'ятає, щоб робив це.
Малдер отримує таємничий телефонний дзвінок від містера «Ікса» і, зустрівшись з ним, отримує інформацію про секретний військовий проект, яким займався доктор Гріссом: він викорінював потребу солдатів у сні за допомогою лоботомії. Одним з побічних ефектів виявилася надмірна агресивність піддослідних. Тепер людина на прізвисько Проповідник, який сам був об'єктом експерименту, вбиває колишніх товаришів по службі, переконуючи їх галюцинаціями і змушуючи повірити в їх власну смерть. «Ікс» також повідомляє агенту ФБР ім'я ще одного члена піддослідної групи, Сальваторе Матола, який помилково був включений в число убитих у бою. Пакет з даними від «Ікса» Малдер ховає під ковриком біля пасажирського сидіння своєї машини потай від Крайчека.
Почувши повідомлення, що чоловік, який підпадає під опис Коула, пограбував аптеку, і обсаджений в готелі групою спецназу, агенти поспішають туди, але двоє агентів ФБР, які прибули на місце першими, стріляють один в одного, а Коул ховається. Малдер доходить висновку, що за роки без сну Коул набув здатності вселяти людям свої думки. Зустрівшись з Матолою, чорноробом у лонг-айлендській забігайлівці, агенти дізнаються, що через поставлені експерименти він, як і Коул, не спав уже 24 роки. Матола також розповідає історію його загону після завершення експерименту, а також те, що в дослідах брав участь ще один вчений — доктор Джірарді.
Малдер і Крайчек рушають на станцію, куди, за їхніми відомостями, повинен прибути для участі в похованні Гріссома доктор Джірарді. Малдер зауважує на станції, як Коул стріляє Джірарді в спину, а потім у самого Малдера, але все це відбувається тільки в уяві агента. В реальності Коул хапає доктора Джірарді і, утримуючи його в заручниках, наводить на нього галюцинації у вигляді солдатів, на яких він проводив досліди. Через службу охорони вокзалу агенти вистежують місцезнаходження Коула і знаходять ледь живого Джірарді. Малдер виявляє Коула, який близький до самогубства, і намагається з ним поговорити, сказавши, що знає про експерименти. Коул простягає Малдеру Біблію, але прибіг Крайчек та бачить, що Коул цілиться в Малдера з пістолета, і стріляє в Августуса. Малдер намагається врятувати Коула, але той з усмішкою на обличчі вмирає на руках у агента.
Малдер і Скаллі виявляють, що всі їхні матеріали по цій справі пропали. Крайчек звітує перед «Курцем» і іншими про виконану роботу та заявляє, що Скаллі є більшою проблемою, ніж вони припускали.

## Знімались
| Актор             | Роль              |
| ----------------- | ----------------- |
| Девід Духовни     | Фокс Малдер       |
| Джилліан Андерсон | Дейна Скаллі      |
| Мітч Піледжі      | Волтер Скіннер    |
| Ніколас Ліа       | Алекс Крайчек     |
| Стівен Вільямс    | містер Ікс        |
| Вільям Девіс      | Курець            |
| Тоні Тодд         | Августус Коул     |
| Джон Гріс         | Сальваторе Матола |

## Принагідно
- Sleepless